# German Tenderini
German Tenderini y Vacca (Carrara, Toscana, 1828-Santiago, 8 de diciembre de 1870) fue un artista, filántropo, bombero y comerciante italiano radicado en Chile. Fue el primer mártir del Cuerpo de Bomberos de Santiago y el segundo chileno tras Eduardo Farley.

## Biografía

### Primeros años
German Tenderini y Vacca nació en 1828 en Carrara, un pueblo de Toscana, Italia. Hijo de Juan Bautista y Zenobia Tenderini. Desde joven, al igual que el resto de su familia, se dedicó al negocio del trabajo en mármol.
Cuando en Italia tuvo lugar la devastadora epidemia de cólera, Tenderini trabajó como voluntario para ayudar a los enfermos. Por su destacada participación como voluntario, la corona italiana le dio un reconocimiento público y lo premiaron con el título de barón, pero lo rechazó debido a sus ideas progresistas.

### Viaje a Chile
En 1856, viajó a Chile, por razones que se desconocen, junto a su madre y su hermano Ulderico Tenderini (quien luego fuese miembro fundador y primer comandante de la bomba Garibaldi en el balneario de Chorrillos, Perú) llegando al puerto de Valparaíso. En Chile siguió trabajando en el negocio de esculturas en mármol. Por su espíritu progresista, le preocupó mucho la situación social de los obreros y artesanos, por lo que ingresó al club de obreros donde aportó con dinero y les enseñó su oficio. Formó parte de la Sociedad de Artesanos la Unión y promovió la fundación de sociedades obreras donde los ayudó a organizarse para defender sus derechos. También participó como miembro del Club de la Reforma.
Fundó un taller-escuela para niños desvalidos donde les enseñó las técnicas de artesanía y manualidades.
Tenderini entró a la masonería y fue invitado a integrarse al Logia Justicia y Libertad Nº 5. A partir de 1858, perteneció a la 6.ª Compañía de Bomberos de Valparaíso, fundada ese mismo año por otros 71 emigrantes italianos, siendo la colectividad italiana más antigua de América del Sur. Tenderini prestó servicios a esa colectividad hasta 1862 y más tarde se radicó en Santiago.
Conoció a Antonia Bustamante Sepúlveda de quien se enamoró perdidamente, sin embargo no contrajo matrimonio con ella porque no creía en los vínculos religiosos y en esos años no existía el matrimonio civil, pero su enamorada enfermó gravemente y con riesgo de morir, por eso decidió casarse con ella en matrimonio religioso el 9 de noviembre de 1867, sin embargo, por fortuna ella no murió.

### El bombero
En 1863, después del Incendio de la Iglesia de la Compañía, se vio la necesidad de fundar un cuerpo de bomberos en Santiago y se llamaron voluntarios para integrarlo. Buscando la manera de servir, Tenderini ingresó el 13 de octubre de 1865 a la Compañía de Salvadores y Guardia de Propiedad del Cuerpo de Bomberos de Santiago. Desde el primer momento sus compañeros le tuvieron consideración y aprecio por sus virtudes.
En 1867, fue ascendido al cargo de sargento cuarto, un año después a teniente cuarto. Luego, en julio de 1868 al quedar vacante, sus propios compañeros le dan el cargo de teniente tercero de la Compañía “Salvadores” y es reelegido para el periodo 1869-1870 en reconocimiento por su heroísmo y audacia.

### Incendio del Teatro Municipal de Santiago

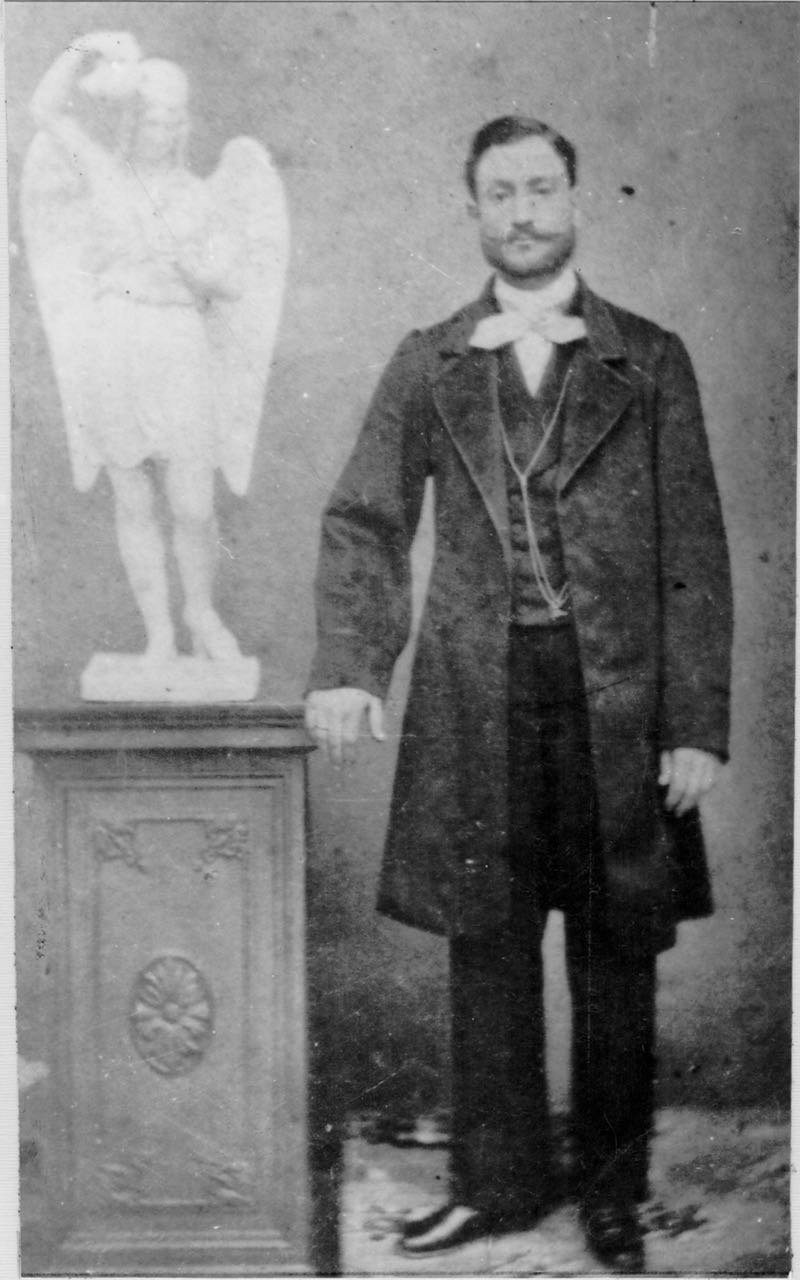
German Tenderini posando con una de sus esculturas.

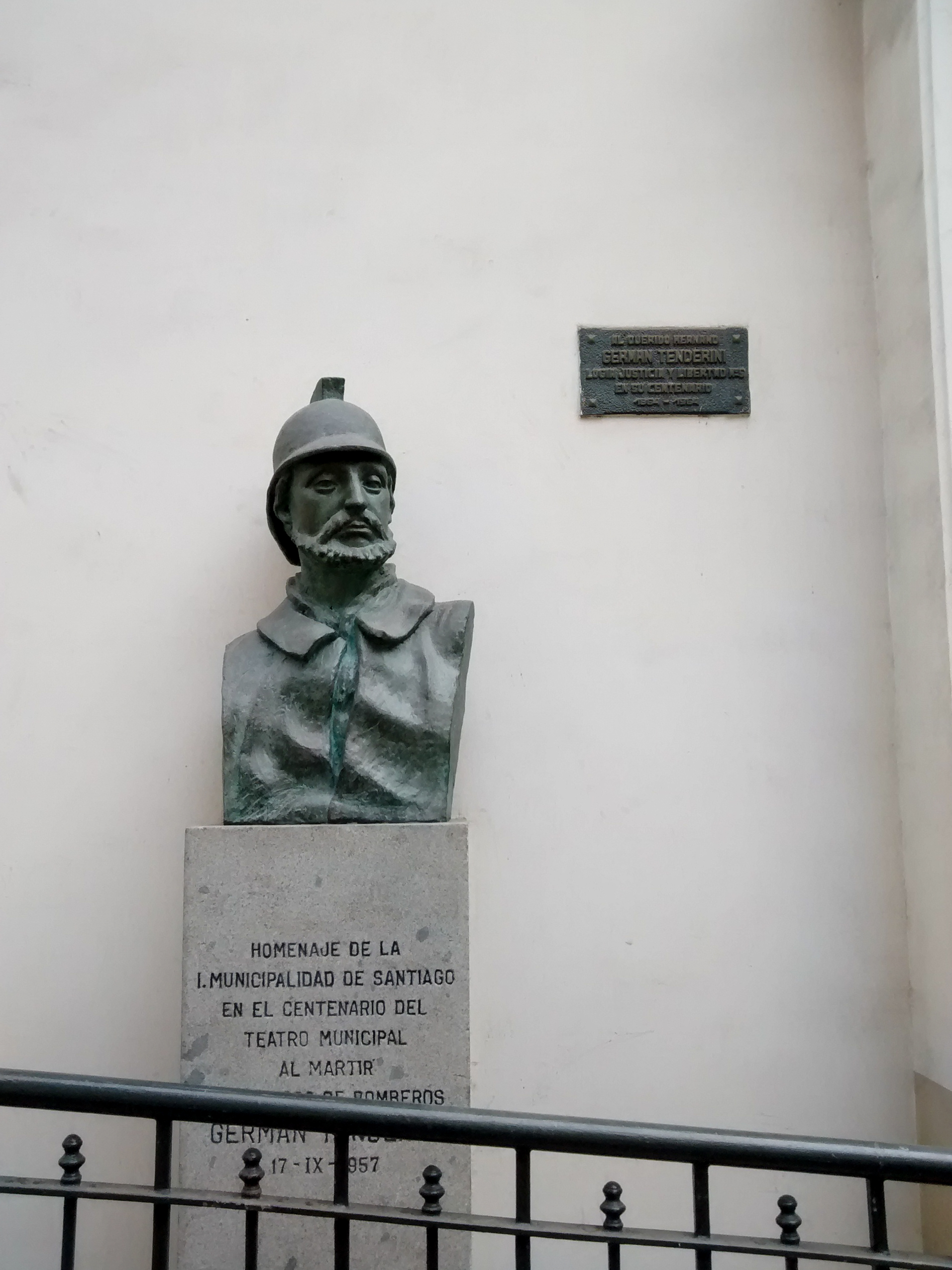
Busto de Tenderini en las afueras del Teatro Municipal de Santiago.

El 8 de diciembre de 1870 un incendio se originó en el Teatro Municipal de Santiago. Se cuenta que después de terminada la función de la cantante lírica Carlota Patti (hermana de la famosa Adelina Patti) y cuando el público se retiraba, al caer el telón, con sus extremos rompieron una cañería de gas del alumbrado. Personal del teatro recorrió el escenario buscando la avería, pero la llama de un farol habría encendido el gas acumulado, los elementos inflamables del escenario ocasionaron que el incendio se propagara con mayor rapidez.
Las campanas de emergencia comenzaron a sonar. Tenderini fue el primero en llegar al lugar del siniestro, donde se encontró con su colega Arturo Villarroel (posterior héroe en la Guerra del Pacífico) ambos de la compañía Salvadores.
El empleado del teatro Santiago Quintanilla les abrió las puertas del teatro para detectar el foco principal del fuego y tratar de extinguirlo. El humo provocó la asfixia de Tenderini y Quintanilla. Los demás bomberos llegaron cuando las llamas abrasaron la construcción por todos sus costados y el fuego exhalaba el humo por las ventanas del teatro. Una vez sofocado el fuego, los voluntarios pasaron revista y el único que no respondió fue Tenderini, temiéndose lo peor.
Durante la inspección al teatro se encontró el cuerpo de Tenderini calcinado entre los escombros; Quintanilla también había muerto. Villarroel, el último en ver con vida a Tenderini, solo pudo dar su testimonio después de recuperarse de la asfixia por el incendio. Había muerto uno de los primeros mártires de bomberos de Chile entregando su vida cumpliendo el deber.

## Homenajes
Una calle del centro de Santiago, que pasa por el lado  oriente del Teatro Municipal, lleva su nombre. En dicha calle, al lado del Teatro Municipal, hay un busto de bronce en su honor, inaugurado el 17 de septiembre de 1957. Otro busto se encuentra en la sexta compañía de Santiago. La primera compañía de bomberos de Talagante, Salvadores y Guardia de Propiedad, desde el 13 de abril de 1945, lleva su nombre.
La Gran Logia de Chile, ha homenajeado a German Tenderini con una logia en su honor "Logia German Tenderini Nº 200" ubicada en la comuna de Providencia.